# Pelops (král Sparty)
Pelops (starořecky Πέλοπας) byl králem starověké Sparty a vládl přibližně od roku 210 př. Kr. do roku 206 př. Kr. V seznamech králů Sparty je zařazován jako poslední král pocházející z královského rodu Eurypontovců.
Pelops byl synem a nástupcem Lykúrga, který poté, co roku 215 před Kr. sesadil svého spolukrále Agésipola, vládl ve Spartě sám. Když Lykúrgos v roce 210 před Kr. zemřel, jeho syn Pelops byl ještě nezletilý, a proto mu byl za regenta přidělen Machanidas. Není známo, v jakém rodinném vztahu s Machanidem Pelops byl. Události těchto let nejsou spolehlivě doloženy. Machanidas byl pravděpodobně velitelem žoldnéřů bojujících na straně Sparty. Historik Titus Livius ho nazval tyranem, který nerespektoval efory a vládl s pomocí svých žoldnéřů sám.
Machanidas za první makedonské války v boji proti Achájskému spolku dobyl v roce 209 před Kr. Tegeu a v roce 208 před Kr. napadl a dobyl Argos, ten dokonce během posvátného olympijského míru. V létě roku 207 před Kr. však padl v bitvě u Mantineie a dalším regentem mladého Pelopa se stal Nabis.
Nabis se po krátkém čase v roce 206 před Kr. zmocnil trůnu, Pelopa sesadil a později ho v roce 205 před Kr. dal popravit. Polybios Nabida popsal jako krvežíznivého vládce, který také vládl prostřednictvím svých ozbrojených sil.